# کرونا دتوسان (آریزونا)
کرونا دتوسان (به انگلیسی: Corona de Tucson) یک منطقهٔ مسکونی در ایالات متحده آمریکا است که در شهرستان پیما، آریزونا واقع شده‌است. کرونا دتوسان ۱۵٫۷۷ کیلومتر مربع مساحت و ۳٬۲۸۰ نفر جمعیت دارد و ۱٬۰۰۰ متر بالاتر از سطح دریا واقع شده‌است.